# Inchenhofen
Inchenhofen är en köping (Markt) i Landkreis Aichach-Friedberg i Regierungsbezirk Schwaben i förbundslandet Bayern i Tyskland.